# 185250 Коростишів
185250 Коростишів (185250 Korostyshiv) — астероїд головного поясу, відкритий 17 жовтня 2006 року в Андрушівці.
Тіссеранів параметр щодо Юпітера — 3,185.